# Ivica Olić
Ivica Olić (Davor, RFS Iugoslàvia, 14 de setembre de 1979) és un exfutbolista croat. El seu últim equip fou el TSV 1860 Múnic.

## Trajectoria
Olić va néixer i es va criar al poble de Davor a prop de Slavonski Brod, Croàcia. Va començar a jugar a futbol per al club local Marsonia el 1996, i va passar allà dues bones temporades abans que fos adquirit per l'Hertha de Berlín el 1998. No va jugar molt allà, i va tornar a casa a Marsonia l'any següent.
Després d'una altra reeixida temporada a Marsonia (a la temporada 2000/01 va marcar 17 gols en 29 partits), el 2001 es fou traspassat al NK Zagreb, on marcaria 21 gols en 28 aparicions i va ajudar al seu equip a guanyar la Lliga croata. La temporada següent es va traslladar al Dinamo de Zagreb, en què va marcar 16 gols en 27 partits, i va esdevenir el millor golejador de la primera divisió de Croàcia.
El 2003, va ser adquirit pel CSKA Moscou. La seva forma va augmentar gradualment, i en la temporada 2005 va contribuir amb 10 gols en el doble de partits.
Olic era part de la selecció de futbol de Croàcia a la Copa del Món de Futbol de 2002 en què va jugar dos partits i va marcar un gol, amb una actuació molt important contra Itàlia. També va jugar tres partits amb Croàcia al Campionat d'Europa de futbol 2004, i dos partits a la Copa del Món de Futbol 2006.
El setembre del 2006 es va apartar de la selecció de Croàcia per un partit, a causa d'una tarda - nit de festa al costat dels jugadors Darijo Srna i Bosko Balaban.
El gener de 2007 es va traslladar a Hamburg, jugant el seu primer partit de la Bundesliga contra el Energie Cottbus, el 31 de gener. Va ser signat perquè l'Hamburg SV havia acabat a la zona de descens abans de la pausa d'hivern. Es va treballar molt en l'etapa final de la Bundesliga i com a resultat d'això l'Hamburg va acabar setè, el 2007 Olic va guanyar una Copa Intertoto. Va marcar dos gols en l'últim partit a la Bundesliga 2006-2007 la temporada contra l'Alemannia Aachen en què va acabar 4-0.
Tot i que sovint és elogiat pel seu treball dur amb grans dosi de resistència i esforç en el camp i la seva capacitat per lluitar només contra dos o tres defensors, ell també és criticat sovint per la seva falta de gol entre els aficionats croats. L'1 de juliol de 2009 va ser contractat per l'equip alemany "Bayern Múnic" portant el dorsal número 11. Té contracte amb el club alemany fins al 30 de juny de 2012.

## Palmarès
- Campió de la Copa de la UEFA 2004-2005
- Campió de la Lliga russa de futbol 2003, 2005, 2006
- Campió de la Copa russa de futbol 2005, 2006
- Campió de la lliga de Croàcia 2002, 2003